# Bistum Thetford
Das Bistum Thetford (lat.: Dioecesis Thetfordensis) war eine im heutigen Vereinigten Königreich gelegene römisch-katholische Diözese mit Sitz in Thetford.

## Geschichte
Das Bistum Thetford entstand im Jahre 1075 infolge der Verlegung des Bischofssitzes von Elmham nach Thetford durch Bischof Herfast. Im Jahre 1095 wurde der Bischofssitz durch Bischof Herbert de Losinga von Thetford nach Norwich verlegt.
Das Bistum Thetford war dem Erzbistum Canterbury als Suffraganbistum unterstellt.